# Великий Царанур
Великий Царану́р (рос. Большой Царанур, марій. Кугу Чарнур) — присілок у складі Куженерського району Марій Ел, Росія. Входить до складу Іштимбальського сільського поселення.

## Населення
Населення — 124 особи (2010; 146 у 2002).
Національний склад (станом на 2002 рік):
- марі — 98 %